# Canal du Centre (Belgio)
Il canal du Centre è un canale belga che collegava il canale Bruxelles-Charleroi, al livello di Seneffe, al vecchio canale Mons-Condé (attualmente riempito) e ora lo collega al grande canale Nimy-Blaton-Péronnes. La lunghezza totale del Canal du Centre è di 20,9 chilometri. Il Centro è dei grandi bacini industriali della valle del Sambre-et-Meuse, tra il Borinage e Charleroi.
La sezione La Louvière-Thieu ospita i quattro ascensori idraulici del Canal du Centre. Il primo consente di recuperare una differenza di altezza di 15,40 metri, gli altri tre di 16,93 metri ciascuno. In totale, consentono di raggiungere una differenza di 66 metri. Questi sollevatori per imbarcazioni, completamente alimentati da energia idraulica, fanno ora parte del patrimonio mondiale dell'UNESCO. Tuttavia, non sono più utilizzati per il turismo, dal momento della messa in servizio, nel 2002, del nuovo ascensore Strépy-Thieu, costruito parallelamente al vecchio canale, per grandi taglie (1350 tonnellate).